# Río Negro (departement)

Departementets läge i Uruguay.

Departementets flagga.

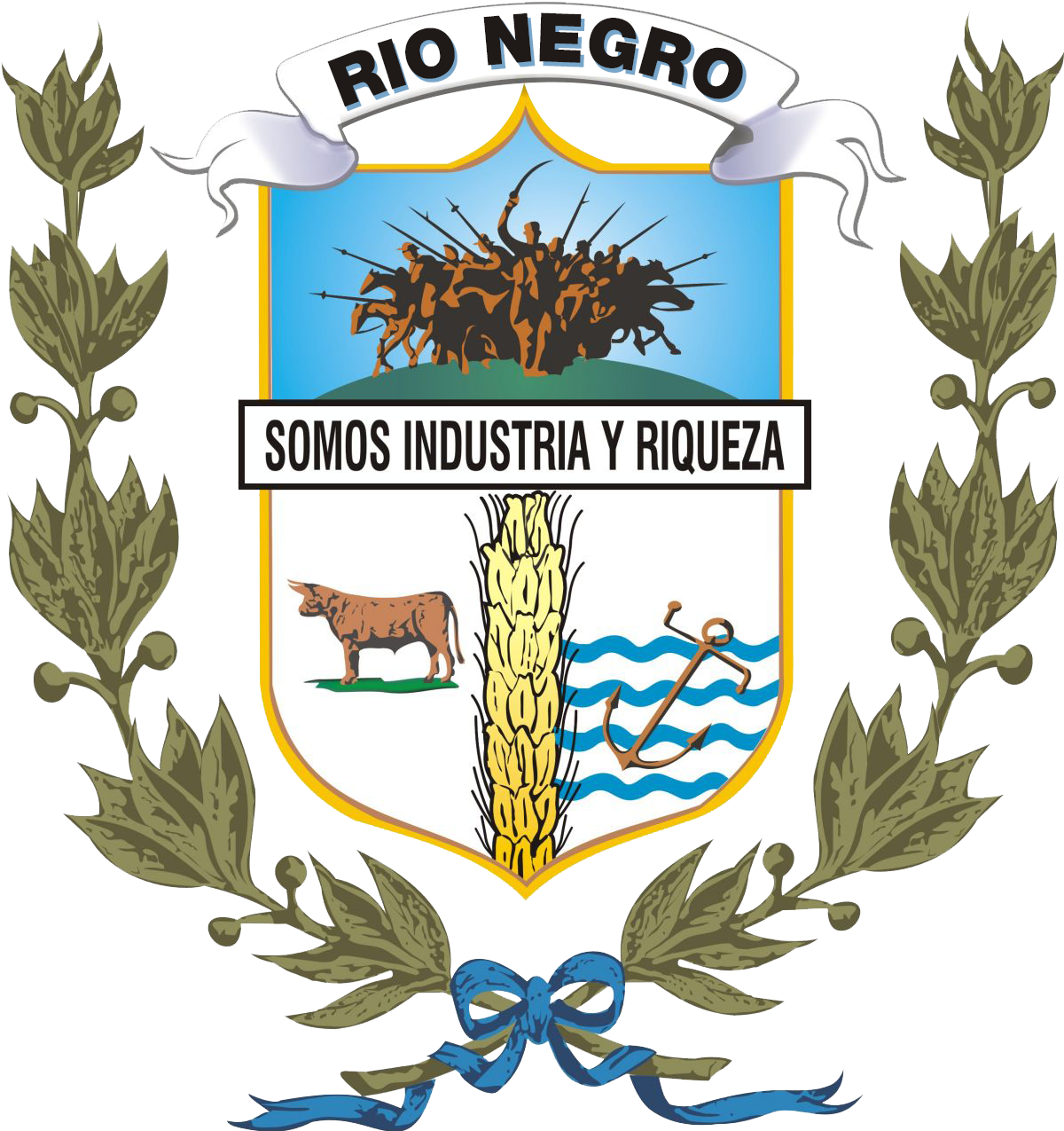
Departementets emblem.

Departementet Río Negro (Departamento de Río Negro) är ett av Uruguays 19 departement.

## Geografi
Río Negro har en yta på cirka 9 282 km² med cirka 54 000 invånare. Befolkningstätheten är 6 invånare/km². Departementet ligger i Región Noroeste (Nordvästra regionen).
Huvudorten är Fray Bentos med cirka 22 500 invånare.

## Förvaltning
Departementet förvaltas av en Intendencia Municipal (stadsförvaltning) som leds av en Intendente (intendent), ISO 3166-2-koden är "UY-RN".
Departementet är underdelad i municipios (kommuner).
Río Negro inrättades den 7 juli 1880 genom delning av departementet Paysandú.